# Дерніче
Дерніче (італ. Dernice, п'єм. Dernìs) — муніципалітет в Італії, у регіоні П'ємонт,  провінція Алессандрія.
Дерніче розташоване на відстані близько 430 км на північний захід від Рима, 115 км на схід від Турина, 38 км на південний схід від Алессандрії.
Населення — 195 осіб (2014).
Покровитель — San Donnino.

## Демографія
Населення за роками:

Станом на 1 січня 2023 року в муніципалітеті офіційно проживало 9 іноземців з 3 країн, серед них 8 громадян країн Євросоюзу.

## Сусідні муніципалітети
- Боргетто-ді-Борбера
- Бриньяно-Фраската
- Канталупо-Лігуре
- Гарбанья
- Монтакуто
- Сан-Себастіано-Куроне